# Armoriale delle famiglie italiane (Sf-Sm)
Questo è l'armoriale delle famiglie italiane il cui cognome inizia con le lettere che vanno da Sf a Sm.

## Armi

### Sf
| Stemma | Casato e blasonatura |
| ------ | --- |
|        | Sfingia (Piemonte) d'azzurro, alla sfinge sopra uno scoglio accompagnata in capo da due stelle il tutto d'oro (citato in (2) – pag. 493 e in DAlena) |
|        | Sfondrati (Cremona, Milano) Titolo: duchi di Montemarciano, marchesi di Montofia, conti del Sacro Romano Impero, baroni di Vallassina, signori di Dernice D'oro, alla banda doppiomerlata, d'azzurro, caricata di un filetto del campo, e accompagnata da due stelle (8), del secondo (citato in (23)) d'oro, alla banda doppio merlata d'azzurro e caricata di un filetto del campo, ed accostata da due stelle d'azzurro, una per parte (citato in BLCR) Immagine in Blasonario Cremonese (archiviato dall'url originale il 6 marzo 2017). alias Inquartato, al 1° e 4° d'oro, alla banda doppiomerlata, d'azzurro, caricata di un filetto d'argento (d'oro), e accompagnata da due stelle (8), del secondo, al 2° e 3° d'argento, a un albero terrazzato di verde (citato in (23)) |
|        | Sfondrati (Milano) (la blasonatura non è stata ancora caricata) (Immagine nella Raccolta stemmi Trippini (JPG).) |
|        | Sfondrati (Cesena) (la blasonatura non è stata ancora caricata) (citato in BLCW) Immagine in Blasone Cesenate. |
|        | Sforazzini (Firenze) D'azzurro, alla testa di moro al naturale, bendata d'argento, avente il collo trapassato da una freccia al naturale volta a destra; il tutto accompagnato in capo da due stelle a sei punte d'oro ordinate fra i tre pendenti di un lambello dello stesso (citato in (19)) |
|        | Sforciolo o Sforza o Sforzoli Titolo: consignori di Todone D'azzurro, al leone d'oro, linguato di rosso, tenente con le zampe anteriori un ramo di cotogno, di verde, fruttato d'oro, di un pezzo alias D'azzurro, al leone d'oro (citato in (23)) |
|        | Sforza Inquartato: nel primo e nel quarto, d'oro all'aquila spiegata di nero, lampassata di rosso e coronata del campo; nel secondo e nel terzo, d'argento alla biscia ondeggiante in palo d'azzurro, coronata d'oro, ingolante un fanciullo di carnagione (FR) écartelé, au premier et au quatrième d'or à l'aigle éployée de sable, lampassée de gueules et couronnée du champ, au deuxième et au troisième d'argent au serpent en pal ondoyant d'azur couronné d'or engloutissant un enfant de carnation (EN) quarterly, in first and fourth Gold with a displayed eagle Sable langued Gules and crowned Gold, in second and third Argent, a swaying snake Azure in pale crowned Gold swallowing a child Carnation                                                                 |
|        | Sforza (Montignoso, Torino) d'azzurro, al leone al naturale tenente un ramo di cotogno di verde, fruttifero di un pezzo d'oro (citato in (2) – pag. 212, in (5) - pag. 122 (... al leone d'oro, lampassato e armato di rosso, ...) e in DAlena) |
|        | Sforza (Milano) Titolo: signore di Castellazzo Bormida D'azzurro, al leone d'oro, linguato di rosso, tenente con le zampe anteriori un ramo di cotogno, di verde, fruttato d'oro, di un pezzo (citato in (23)) |
|        | Sforza (Piacenza, Milano, Montignoso di Lunigiana) leone rampante afferrante con tutte e 4 le zampe un ramo di cotogno curvato tutto al naturale su azzurro (citato in LEOM) |
|        | Sforza (Lucca, San Miniato) Partito: nel 1° d'azzurro, all'aquila dal volo spiegato di nero; nel 2° di cielo, al leone al naturale rampante allo stelo di un giglio da giardino al naturale, nodrito su un monte di tre cime di verde, il tutto sostenuto dalla campagna di... (citato in (19)) |
|        | Sforza (Reggio Emilia, Roma, Milano, Pegli) albero di gelso (moro) su terrazzo di verde uscente dalla punta tutto al naturale sostenuto da - 2 putti (bambini nudi) di carnagione posti in maestà tutto su azzurro (citato in LEOM) |
|        | Sforza (Cremona) d'azzurro, a due leoni al naturale, affrontati e controrampanti ad un monte di tre cime di verde, movente dalla punta (citato in BLCR) Immagine in Blasonario Cremonese (archiviato dall'url originale il 6 marzo 2017). |
|        | Sforza (Cesena) (la blasonatura non è stata ancora caricata) (citato in BLCW) Immagine in Blasone Cesenate. |
|        | Sforza Cesarini (Roma) Partito: nel 1° d'azzurro al leone d'oro, linguato ed armato di rosso, tenente colel branche anteriori e posteriori un ramo di cotogno al naturale (Sforza); nel 2° d'oro all'orso di nero fermo legato con catena d'argento accollata in due giri ad una colonna dello stesso attraversante sull'orso; col capo d'oro carico di un'aquila coronata di nero (Cesarini) (citato in DAlena) leone rampante di oro afferrante con tutte e 4 le zampe un ramo di cotogno curvato al naturale su azzurro - orso di nero passante dietro una colonna di argento a cui è legato con una catena tutto su oro - aquila coronata di nero su oro in capo (sulla seconda partizione) (citato in LEOM) (Immagine nella Raccolta stemmi Trippini (JPG).)                     |
|        | Sforza Fogliani (Piacenza) aquila di nero coronata di oro su scudetto di oro su - 4 pali di rosso su oro - 3 fasce ondate di oro su azzurro - 2 rami di vite incrociati al basso di verde su argento - 2 spade di argento incrociate punte in alto su rosso (citato in LEOM) |
|        | Sforzi (Pescia) Di..., a tre chiodi di..., posti in palo con le punte in alto e ordinati in fascia, in mezzo a due fasce di... (citato in (19)) |
|        | Sforzi (Arezzo) D'azzurro, al leone rampante a un ramo cimato da una pannocchia, il tutto d'oro (citato in (19)) |
|        | Sfriso (Chioggia) (la blasonatura non è stata ancora caricata) (citato in Araldica gentilizia (archiviato dall'url originale il 4 marzo 2016).) |

### Sg
| Stemma | Casato e blasonatura |
| ------ | --- |
|        | Sgadari o Sgradari (Petralia Soprana, Palermo) Titolo: barone di Lo Monaco d'azzurro, alla fontana d'argento, fondata sulla pianura erbosa, al naturale; addestrata da un leoncino d'oro, rivoltato, sormontato a destra da un sole d'oro, a sinistra da un braccio armato, colla spada alta d'argento, movente dall'angolo sinistro del capo (citato in Mango e in (28)) d'azzurro alla fontana d'argento sulla pianura erbosa, a destra in basso un leone d'oro rivolto, ed in alto dal sole dello stesso, a sinistra di un braccio destro armato al naturale, impugnante una spada d'argento movente dall'angolo sinistro del capo (citato in (24)) fontana a 2 zampilli di argento su terrazzo di verde uscente dalla punta su azzurro accompagnata a sinistra da - un leone rampante rivolto di oro sormontato da - un sole raggiante dello stesso - braccio destro armato al naturale uscente dall'angolo destro del capo afferrante una spada posta in banda di argento (citato in LEOM) Notizie storiche in Famiglie nobili di Sicilia. |
|        | Sgalbaragazza (Cesena) (la blasonatura non è stata ancora caricata) (citato in BLCW) Immagine in Blasone Cesenate. |
|        | Sgariglia (Ascoli Piceno, Grottammare) fascia di rosso su argento - monte a 6 cime di verde uscente dalla fascia su argento (citato in LEOM) |
|        | Sgarulini (Cesena) (la blasonatura non è stata ancora caricata) (citato in BLCW) Immagine in Blasone Cesenate. |
|        | Sgarzi (Rovigo) giglio di verde su argento - 3 losanghe di oro poste in fascia su rosso in capo (citato in LEOM) |
|        | Sgorbari o Sgorbati (Ravenna, Piacenza) d'azzurro, al corvo di nero posato sopra una montagna di tre cime di verde 2, 1, movente dalla punta dello scudo (citato in (2) – pag. 246, in (5) - pag. 106 e in DAlena) |
|        | Sgricci (Arezzo) D'argento, all'albero sradicato al naturale, con i rami curvati in cerchio e decussati, sui quali sono posati tre uccelli pure al naturale, 1.2 (citato in (19)) albero di rovere sradicato con i rami incrociati e rincrociati formanti un trifoglio - 3 uccelli scriccioli posti 1,2 sui rami tutto al naturale su argento (citato in LEOM) |
|        | Sgrilli (Firenze) Troncato semipartito: nel 1° d'oro, all'aquila dal volo abbassato di nero, coronata del campo; nel 2° di..., al sole di...; nel 3° di rosso, al giglio bottonato d'oro (citato in (19)) |
|        | Sguarguati (Firenze) Troncato di rosso e d'oro, al leone dell'uno all'altro, armato e lampassato di nero (citato in (19)) |

### Sib
| Stemma | Casato e blasonatura |
| ------ | --- |
|        | Sibaldi (Nizza Monferrato, Alessandria) Titolo: marchesi di Felizzano Troncato di rosso e di azzurro, alla rotella contro troncata dell'uno nell'altro, con il capo d'oro, carico di un'aquila coronata, di nero (citato in (23)) |
|        | Sibilla (Frabosa) Titolo: consignori di Chiusa Pesio (la blasonatura non è stata ancora caricata) (citato in (23)) |
|        | Sibilla (Ivrea) D'azzurro, alla fascia accompagnata in capo da una stella, in punta da una mezzaluna crescente, il tutto d'argento (citato in (23)) |
|        | Sibilla o Scibilia o Xibilia (Messina) d'azzurro, alla sibilla al naturale sostenuta da un terreno di verde, guardante l'ombra del sole d'oro, orizzontale a destra (citato in Mango) |
|        | Sibué du Col (Moriana, Torino) Titolo: nobili Partito, al 1° d'azzurro, alla fascia di rosso, cucita, attraversante un drago di argento, soffiante fiamme di rosso ed accollante la fascia, con due giri (Sibué), al 2° di nero, alla banda di argento, carica di un leone di rosso illeopardito (du Col) (citato in (23)) drago di argento accollato 2 volte a una fascia di rosso soffiante fiamme dello stesso tutto su azzurro - leone passante di rosso su fascia di argento su nero (citato in LEOM) Motto: E solo in coelum |

### Sic
| Stemma | Casato e blasonatura |
| ------ | --- |
|        | Sicaneni (Toscana) (DE) In Blau 5 goldene Muscheln, 2:1:2 gestellt (citato in KHIF) |
|        | Sicca (Benevagienna) Di rosso, a tre spade, al naturale, incrociate in punta Motto: Sic avida regni (citato in (23)) |
|        | Siccardi o Sicardi o Sicardo (Chivasso) Troncato di nero e d'argento, alla banda d'oro (citato in (23)) |
|        | Siccardi o Sicardi o Sicardo (Pigna) Titolo: conti di Pezzana; consignori di Romanisio, Vignolo D'oro, a due pali di rosso, con la fascia d'azzurro attraversante, carica di tre speronelle, d'argento Motto: Sic ardeo alias Trinciato d'argento e di nero, alla banda d'oro attraversante sul tutto, bandato di nero nella parte superiore (citato in (23))                                                                      |
|        | Siccardi (Verzuolo) Troncato d'argento e di nero, il 2° alla banda d'oro alias Troncato d'argento e di nero, alla banda d'oro dall'uno nell'altro, orlata di nero nel punto superiore alias Trinciato d'argento e di nero, con la banda d'oro sulla partizione alias Trinciato di nero e d'argento, con la banda trinciata di nero e d'oro sulla partizione Motto: speravi adventum suum (citato in (23))                          |
|        | Siccardi (Verzuolo, Torino) Titolo: conti Troncato d'argento e di nero, il 2° alla banda d'oro (citato in (23)) banda di oro sul nero del troncato di argento e di nero (citato in LEOM) Motto: Speravi adventum suum |
|        | Siccardi o Siccardo (Margarita, Ceva) troncato nel 1º di verde, all'araba fenice d'argento su fiamme dello stesso; nel 2º (troncato ?) d'argento e di nero alla banda d'oro (citato in (31)) Motto: Sic ardeo |
|        | Sicco (Dego, Acqui) Titolo: signori di Ovrano Di [...], a tre spade di [...] (citato in (23)) |
|        | Siciliani (Napoli, Roma) Titolo: conte, nobile dei conti, nobile d'azzurro al leone d'oro posto su di un monte al naturale di tre cime (citato in (24)) leone rampante di oro su monte al naturale a 3 cime uscente dalla punta su azzurro (citato in LEOM) |
|        | Siciliano (Giovinazzo) Titolo: nobile di Giovinazzo d'azzurro all'albero di pino al naturale sulla pianta erbosa, sostenuto da due leoni d'oro controrampanti al tronco e sormontati da due stelle dello stesso (citato in (24)) |
|        | Siciliano (Giovinazzo) albero di pino al naturale nodrito su ristretto di terreno di verde uscente dalla punta sormontato da - una stella (5 raggi) di oro e sostenuto da - 2 leoni controrampanti dello stesso tutto su azzurro (citato in LEOM) |
|        | Siciliano (o Siciliani (Roma, Napoli, Viterbo, Cava dei Tirreni) albero di pino al naturale nodrito su terrazzo al naturale uscente dalla punta sormontato da - una stella (8 raggi) di oro e sostenuto da - 2 leoni controrampanti dello stesso tutto su azzurro (citato in LEOM) |
|        | Siciliano di Rende e Siciliano de Gentili (Roma, Napoli, Cava dei Tirreni, Giovinazzo, Viterbo Villa Rende) Titolo: marchese di Rende, conte di Gigliano, predicato di Rende d'azzurro all'albero di pino al naturale sulla pianta erbosa, sostenuto da due leoni d'oro controrampanti al tronco e sormontati da due stelle dello stesso (citato in (24))                                                                          |
|        | Sicole (Nizza) Titolo: consignori di Baussone D'azzurro, alla banda, accompagnata da due rose, il tutto d'oro (citato in (23)) |
|        | Sicoli (Cosenza) D'oro al leone di rosso. Bordura dello stesso (citato in DAlena e in BLCL) |
|        | Sicomo (Calatafimi, Palermo, Mazara, Trapani) Titolo: barone di Vita d'oro al pino sradicato al naturale, accompagnato da un sole rosso orizzontale destro (citato in (24), in Mango e in (28)) albero di pino sradicato al naturale su oro - sole di rosso uscente dal canton sinistro del capo su oro (citato in LEOM) Notizie storiche in Famiglie nobili di Sicilia. Ulteriori notizie storiche in Famiglie nobili di Sicilia. |

### Sid
| Stemma | Casato e blasonatura |
| ------ | --- |
|        | Sidoti (Patti, Mineo, Palermo) di rosso, a sei stelle d'argento, ordinate 3 e 3 (citato in Mango e in (28)) Notizie storiche in Famiglie nobili di Sicilia. |

### Sie
| Stemma | Casato e blasonatura |
| ------ | --- |
|        | Sieri o Sieripepoli o Pepoli o Sigerio (Trapani) Titolo: barone di Rabici, Saccolino, Salina di S. Teodoro scaccato d'argento e di nero di sei fila (e cinque tiri?) Cimiero: una scimmia coronata d'oro, posta di fronte, tenente con le zampe e con la bocca una spada d'argento, manicata d'oro, posta in fascia (citato in (24), in Mango e in (28)) Notizie storiche in Famiglie nobili di Sicilia. |
|        | Sieripepoli o Sieripepolo (Trapani) scaccato di argento e di nero (citato in LEOM) |

### Sif
| Stemma | Casato e blasonatura |
| ------ | --- |
|        | Sifando (Molfetta) spaccato, di rosso e d'argento (o nero?), a due spade d'argento, impugnate d'oro e passate in croce di S. Andrea, colle punte verso il basso, attraversanti sul tutto e accompagnate da 2 crescenti, l'uno in capo e l'altro in punta (citato in )                 |
|        | Sifola (Napoli, Roma) 3 teste di leone di oro recise e sanguinanti poste 1,2 su rosso - bordura composta di argento e di azzurro (citato in LEOM) |
|        | Sifola di San Martino (Napoli, Caserta, Trani) Titolo: conte palatino del S.R.I., barone, predicato di San Martino di rosso con tre teste di leone recise e sanguinolenti poste due a uno (o maleordinate?), la bordura d'oro e d'argento (o d'argento e d'azzurro?) (citato in (24)) |

### Sig
| Stemma | Casato e blasonatura |
| ------ | --- |
|        | Sighieri (Firenze) Di rosso, a tre falci d'argento, manicate d'oro, 2.1 (citato in (19)) |
|        | Sigillo lo Re (Messina) d'azzurro, alla colonna d'argento coronata d'oro, trattenuta da due leoni contra-rampanti dello stesso (citato in Mango) |
|        | Siginolfi (Napoli) fasciato d'oro e di rosso di quattro pezzi (citato in (2) – pag. 251, in (5) - pag. 126 e in DAlena) |
|        | Sigismondi (Pisa) di rosso, a tre fasce d'argento (citato in (2) – pag. 249 e in DAlena) |
|        | Sigismondi (Pisa) D'argento, a tre fasce di rosso (citato in (19)) |
|        | Sigismondi o Sismondi (Ponti, Acqui) D'argento, alla banda di nero (citato in (23)) |
|        | Sigismondo (Molfetta) d'oro a 3 fasce di rosso, al capo del campo, caricato di un leone illeopardito pure di rosso (citato in ) |
|        | Signer o Insigner (Messina) d'azzurro, alla croce d'oro, cantonata da quattro corone dello stesso (citato in Mango e in (28)) Notizie storiche in Famiglie nobili di Sicilia. |
|        | Signi (Pistoia, Firenze) Losangato d'azzurro e d'argento (citato in (19)) |
|        | Signi o Signi di Pistoia (Toscana) (DE) Innerhalb 1 blauen Schildbords in Silber 1 rot-silber gerautetes Schildhaupt (citato in KHIF) |
|        | Signifredi (Parma) 2 leoni rampanti e addossati con le code incrociate di rosso ciascuno sormontato da - una luna capovolta dello stesso - cometa in alto ondeggiante in palo di verde tutto su oro (citato in LEOM) |
|        | Signoracci (Pistoia) troncato dentato: nel 1° d'argento a tre chiodi della passione di nero, posti in fascia, le punte in basso; nel 2° d'azzurro (citato in 10) |
|        | Signorelli Di argento all'artiglio d'azzurro posto in banda (citato in (4) – pag. 397) |
|        | Signorelli o Signorello (Valsassina, Cuorgnè, Torino, Roma) Titolo: nobili D'azzurro, alla fascia di rosso, cucita, carica di un leone d'oro, illeopardito, accompagnata in capo e in punta da due S, d'argento, con il capo d'oro, carico di un'aquila di nero (citato in (23)) |
|        | Signorelli (Viterbo) leone passante di oro su fascia di rosso su azzurro - 2 lettere S maiuscole di argento poste in palo su azzurro - aquila di nero su oro in capo (citato in LEOM) |
|        | Signorelli (Molfetta) d'argento, alla branca di belva al naturale Cimiero: mezzo busto di re barbuto al naturale, vestito di tonaca azzurra e con la pazienza di rosso sotto la quale cela le mani Motto: Terge manus (citato in ) |
|        | Signoretti (Firenze) Di..., alla croce di sant'Andrea di... (citato in (19)) (DE) In Blau 1 silbernes Schrägkreuz (citato in KHIF) |
|        | Signoretti (Reggio Emilia, Pisa) banda di nero accompagnata da - 2 fiamme di rosso uscenti in sbarra dagli angoli opposti dello scudo tutto su argento (citato in LEOM) |
|        | Signoretto (Chioggia) (d'azzurro, alla stella a 8 raggi d'oro) (citato in Araldica gentilizia (archiviato dall'url originale il 4 marzo 2016).) |
|        | Signoretto (Tropea) campo ceruleo nel mezzo una barra d'oro grande con tre leoni d'oro e sotto tre fiamme dello stesso (citato in BLCL) Immagine in Tropea Magazine. |
|        | Signoretto (Tropea) (LA) campum ceruleum in medio barra rubea magna cum tribus leonibus auratis et subter tres flammas (citato in BLCL) Notizie storiche in Tropea Magazine. |
|        | Signorile (Busca) D'argento, alla banda d'azzurro, carica di una colomba di argento, screziata di nero, con il becco, orecchi e gambe di rosso, tenente in bocca un ramoscello d'olivo, al naturale (citato in (23)) |
|        | Signorini (Firenze) D'oro, allo scaglione d'azzurro (citato in (19)) (DE) In Gold 1 blauer Sparren (citato in KHIF) (immagine presente nell'Archivio di Stato di Siena) |
|        | Signorini o Signorini del Lion d'Oro (Toscana) (DE) In Blau 1 goldener gezinnter Turm, überhöht von 1 schwarzen Hut und darüber von 3 achtstrahligen goldenen Sternen balkenweise (citato in KHIF) |
|        | Signorini (Livorno) torre di argento mattonata di oro finestrata di argento e aperta di oro sormontata da - un cappello di nero tutto su azzurro - 3 stelle (8 raggi) poste 1,2 di oro in alto su azzurro (citato in LEOM) |
|        | Signorini da Mulazzo (Firenze) D'azzurro, alla torre d'oro coperta di un cappello di nero e sormontata da tre stelle a otto punte d'oro, ordinate in capo (citato in (19)) |
|        | Signorini del Lion Bianco (Firenze) D'argento, al cappello d'azzurro, cordonato dello stesso (citato in (19)) |
|        | Signorini del Lion Nero (Livorno, Firenze) D'azzurro, alla torre d'oro coperta di un cappello di nero e sormontata da tre stelle a otto punte d'oro, ordinate in capo (citato in (19)) |
|        | Signorini di Manno (Firenze) D'argento, al cappello d'azzurro, cordonato dello stesso (citato in (19)) |
|        | Signorini Malaspina (Firenze) Di..., al cappello di..., cordonato di..., accostato da tre stelle a otto punte di..., due ai lati e una in punta; il tutto abbassato sotto il capo d'Angiò (citato in (19)) |
|        | Signorino (Messina, Polizzi, Palermo) Titolo: barone di San Nicolò di Buonvicino d'azzurro alla sbarra d'oro accompagnata in capo da un leone al naturale rivoltato coronato d'oro e tenente con la branca anteriore sinistra un giglio dello stesso (citato in (24), in Mango e in (28)) sbarra di oro accompagnata a sinistra da - un leone rampante rivolto al naturale coronato di oro reggente nella zampa anteriore sinistra un giglio dello stesso tutto su azzurro (citato in LEOM) Notizie storiche in Famiglie nobili di Sicilia.                            |
|        | Signorino (Sicilia) d'azzurro, con una banda d'oro, sormontata da un leone passante del medesimo (citato in (28)) Notizie storiche in Famiglie nobili di Sicilia. |
|        | Sigoli (Firenze) D'azzurro, a tre falci d'argento, manicate d'oro, 2.1 (citato in (19)) alias (DE) In Blau 3 goldene Sicheln, 2:1 gestellt (citato in KHIF) |
|        | Sigoli da Signa (Firenze) Scaccato di... e di..., alla banda attraversante di... (citato in (19)) |
|        | Sigona (Catania) Titolo: barone di Villarmosa, Castel d'Oscina, Sigona, Pantano d'oro al palmizio di verde sostenuto da due leoni di rosso affrontanti (citato in (24), in Mango e in (28)) d'oro, con due leoni di rosso, affrontati e controrampanti ad un albero di palma verde fruttifero del campo (citato in (28)) albero di palma sradicato di verde accompagnato da - 2 leoni controrampanti di rosso tutto su oro (citato in LEOM) Corona di barone Notizie storiche in Famiglie nobili di Sicilia. Ulteriori notizie storiche in Famiglie nobili di Sicilia. |

### Sil
| Stemma | Casato e blasonatura |
| ------ | --- |
|        | Silenzi (Roma) (la blasonatura non è stata ancora caricata) (Immagine nella Raccolta stemmi Trippini (JPG).) |
|        | Silighini (Sogliano al Rubicone) D'argento a due spighe decussate al naturale (citato in ZNBI1) |
|        | Silimanni (Firenze) Trinciato: nel 1° d'azzurro pieno; nel 2° sbarrato di otto pezzi di rosso e d'argento (citato in (19)) alias (DE) Blau-silber schräggeteilt, unten 3 rote Schräglinksbalken (citato in KHIF) |
|        | Silimanni (Firenze) Inquartato d'oro e di nero, alla croce ancorata attraversante dell'uno all'altro (citato in (19)) (DE) In gold-schwarz geviertem Feld 1 Mühleisenkreuz in verwechselten Tinkturen (citato in KHIF) |
|        | Silimanni (Toscana) (DE) In Gold 1 schwarzes Mühleisenkreuz (citato in KHIF) |
|        | Silimanni (Toscana) (DE) In Schwarz 1 goldenes Mühleisenkreuz (citato in KHIF) |
|        | Silipigni (Messina, Castroreale) Titolo: barone d'azzurro, a tre pini nodriti su tre monticelli erbosi, il tutto al naturale, sormontati da tre stelle, di sei raggi, d'oro, ordinate in fascia (citato in Mango) d'azzurro, con tre pini al naturale, nodriti sovra un terrazzo dello stesso, sormontati da tre stelle d'oro ordinate nel capo (citato in (28)) 3 pini silvestri (alberi) di verde nodriti su 3 monticelli dello stesso uscenti dalla punta su azzurro - 3 stelle (6 raggi) di oro poste in fascia in alto su azzurro (citato in LEOM) Elmo e corona di barone Motto: Ut solae pini usque ad sydera Notizie storiche in Famiglie nobili di Sicilia. |
|        | Sillano e Sillano de Negro (Vigone, Pinerolo, Torino) Titolo: conti Di argento, al leone di nero, coronato d'oro (citato in (23)) leone rampante di nero coronato di oro su argento (citato in LEOM) Motto: Virtute et fato |
|        | Silva (Lezzeno, Lago di Como) Titolo: marchesi di Canepa; conti di Biandrina Interzato in fascia, al 1º d'oro, all'aquila di nero, rostrata, membrata e coronata del campo, al 2º d'azzurro, al leone d'oro, rampante contro un albero, di verde, il tutto sostenuto da una terrazza dello stesso, al 3º di rosso, a due sbarre, d'argento (citato in (23)) |
|        | Silva (Sicilia) Titolo: marchese della Favara d'argento, con un leone di nero (citato in (28)) Corona di marchese Notizie storiche in Famiglie nobili di Sicilia. |
|        | Silva o Sylva (Osimo 3 alberi alternati a - 4 arboscelli tutti nodriti su terrazzo di verde uscente dalla punta - 2 aquile di profilo rampanti sui tronchi degli alberi laterali le teste rivolte all'esterno tutto al naturale su azzurro (citato in LEOM) |
|        | Silva albero di rovere al naturale nodrito nel terrazzo erboso dello stesso su azzurro (citato in LEOM) |
|        | Silvani (Sarsina, Milano, Faenza) Titolo: Nobili di Sarsina d'azzurro, alla fascia di rosso, accompagnata in capo da tre stelle d'oro (6) poste 2, 1, ed in punta da uno scaglione del secondo (citato in (2) – pag. 472 e in DAlena) fascia di rosso su azzurro - 3 stelle (6 raggi) di oro poste 2,1 in alto su azzurro - scaglione di rosso uscente dalla punta su azzurro (citato in LEOM) |
|        | Silvani (Firenze) Troncato d'oro e d'azzurro, a tre stelle a otto punte, 2.1, dell'uno nell'altro, e alla fascia doppiomerlata di rosso, passata sulla troncatura (citato in (19)) |
|        | Silvani (Cesena) (la blasonatura non è stata ancora caricata) (citato in BLCW) Immagine in Blasone Cesenate. |
|        | Silvano o Sirvano (Casale) Palato di quattro, di rosso e di verde, alla stella (8), d'argento (citato in (23)) |
|        | Silvati o Silvati da Pisa (Toscana) (DE) In Rot 3 blaue Pfähle, begleitet am rechten und am linken Schildrand von je 1 sechsstrahligen goldenen Stern und überdeckt von 1 goldenen Schrägkreuz (citato in KHIF) |
|        | Silvatici (Pisa, Firenze) Inquartato decussato: nel 1° e 4° di rosso, a tre pali d'azzurro; nel 2° e 3° pure di rosso, alla stella a otto punte d'oro; e alla croce di sant'Andrea di nero, passata sulla partizione (citato in (19)) |
|        | Silvatici (Pisa, Viareggio) croce di Sant'Andrea di nero su - 3 pali di azzurro su rosso - i 2 pali laterali caricati ciascuno al centro da una stella (8 raggi) di oro (citato in LEOM) |
|        | Silvatici (Asti) Di rosso, a tre teste di leone d'oro (d'argento), 2, 1 (citato in (23)) |
|        | Silvera (Palermo) Titolo: conte di Sortella, Gois, Sacerdos; marchese di Sobrera Fernosa d'argento, a tre fasce di rosso (citato in Mango e in (28)) Notizie storiche in Famiglie nobili di Sicilia. |
|        | Silverj troncato: a) di azzurro alla torre di argento merlata di 4 pezzi alla ghibellina, aperta finestrata e murata di nero, con tre querce di verde nodrite sul suo tetto, ed un braccio armato di argento uscente dalla finestra di destra e impugnante un ramoscello d'olivo al naturale; b) di rosso al braccio armato movente dalla partizione, impugnante una spada inclinata in banda, con la fascia attraversante, il tutto di argento, e con una stella di sei raggi d'oro nel canton destro del capo (citato in (4) – Vol. III pag. 400) |
|        | Silverj Guerrieri (Tolentino, Civitanova Marche) fascia di argento su troncato di azzurro e di rosso - torre di argento uscente dalla fascia merlata (4 pezzi) alla ghibellina aperta e finestrata di nero - 3 alberi di quercia di verde nodriti sul suo tetto - braccio armato di argento uscente dalla finestra di sinistra impugnante con la mano di carnagione un ramo di olivo al naturale tutto su azzurro - braccio destro armato uscente dalla fascia impugnante spada inclinata in banda tutto di argento su rosso - stella (6 raggi) di oro in alto a sinistra su rosso (citato in LEOM)                                                                  |
|        | Silverj Guerrieri (Tolentino, Civitanova Marche) torre di argento uscente dalla punta merlata di 4 pezzi alla ghibellina aperta e finestrata di nero cimata da - 3 alberi di quercia di verde su azzurro - braccio destro armato di argento uscente dalla finestra sinistra verso sinistra tenente con la mano di carnagione un ramoscello di olivo al naturale - fascia di argento su - spada dello stesso posta in banda afferrata da un braccio destro armato di argento uscente da sinistra su rosso - stella (6 raggi) di oro posta nel canton sinistro del capo su rosso (citato in LEOM)                                                                      |
|        | Silveschi o Silvesco (Cuorgnè) Titolo: consignori di Cuorgné, Priacco, Salto Partito d'oro e d'argento, alla pianta di... di verde Motto: Respice finem (citato in (23)) |
|        | Silvestrelli (Tuscania, Roma, Toscanella) Titolo: Nobili di Toscanella di rosso, all'albero nodrito sopra un ristretto di pianura, il tutto al naturale, questo sostenente un cane d'argento, seduto, legato di nero al tronco (citato in (2) – pag. 105 e in DAlena) albero nodrito su un ristretto di terreno tutto al naturale su rosso - cane seduto sul ristretto stesso di argento traversante l'albero su rosso (citato in LEOM) |
|        | Silvestri (Siena) Troncato: nel 1° partito d'azzurro e d'argento a due crescenti montanti dell'uno nell'altro e alla campagna attraversante dell'uno all'altro; nel 2° troncato cuneato d'oro e di rosso alias Troncato: nel 1° partito d'azzurro e d'argento a due crescenti montanti dell'uno nell'altro e alla campagna attraversante dell'uno all'altro; nel 2° di rosso, al capo cuneato d'oro (citato in (19)) |
|        | Silvestri (Firenze) Di rosso, all'aquila dal volo abbassato fasciata di sei pezzi di nero e d'argento (citato in (19)) |
|        | Silvestri (Firenze) D'azzurro, al palo d'oro accostato da due stelle a otto punte dello stesso (citato in (19)) (DE) In Blau 1 goldener Pfahl, beidseitig begleitet von je 1 achtstrahligen goldenen Stern (citato in KHIF) alias D'oro, al palo d'azzurro accostato da due stelle a otto punte dello stesso (citato in (19)) |
|        | Silvestri (Palermo) D'azzurro al leone d'oro lampassato di rosso, tenente nella branca destra una spada alta d'argento guarnita d'oro; col capo d'oro caricato di una croce di rosso (citato in Mango) |
|        | Silvestri (Sant'Alessio in Aspromonte) (la blasonatura non è stata ancora caricata) (citato in DAlena) |
|        | Silvestri (Terni) 6 gigli di nero posti in piramide rovesciata (3,2,1) su oro - scorpione posto in palo visto di dorso di nero su oro (citato in LEOM) |
|        | Silvestri (Anagni, Frascati) aquila rivolta ali abbassate (volo) coronata di nero posta su mare di argento fluttuoso di azzurro su azzurro - sole raggiante di oro posto nel canton destro del capo su azzurro (citato in LEOM) |
|        | Silvestri Faa (Anagni, Roma) scorpione posto in palo visto di dorso di nero su argento - aquila di nero su oro - sirena di profilo di oro su azzurro - scaccato di argento e di nero (citato in LEOM) |
|        | Silvi (Piacenza) 5 alberi cipressi di verde digradanti ai lati nodriti su terrazzo dello stesso uscente dalla punta su azzurro (citato in LEOM) |
|        | Silvola (Compiano) (la blasonatura non è stata ancora caricata) (citato in DAlena) |

### Sim
| Stemma | Casato e blasonatura |
| ------ | --- |
|        | Simbaldi (Asti) Troncato di rosso e d'azzurro, al mondo dall'uno all'altro, con il capo d'oro, carico di un'aquila coronata, di nero Motto: Sta stil (citato in (23)) |
|        | Simeone (Messina) (la blasonatura non è stata ancora caricata) (Immagine nella Raccolta stemmi Trippini (JPG).) |
|        | Simeoni (Napoli, Benevento, Roma) Titolo: patrizio di Benevento d'argento all'ancora al naturale, mareggiata d'azzurro al campo d'argento (citato in (24)) ancora al naturale a 2 marre su argento - mare fluttuoso di azzurro uscente dalla punta su argento (citato in LEOM) |
|        | Simeoni (Molfetta) d'argento, all'ancora al naturale e con la punta mareggiata del campo e d'azzurro Motto: Fai tot devoir (citato in ) |
|        | Simi (Pescia) D'azzurro, al crescente montante d'oro, e al capo cucito d'Angiò alias D'azzurro, al crescente montante d'oro, e al capo cucito d'Angiò, il tutto abbassato sotto il capo di Santo Stefano (citato in (19)) |
|        | Simiana o de Simiane (Provenza, Torino) Titolo: principi di Montafia; marchesi di Dego, Livorno, Maretto, Moncrivello, Pianezza, Roatto; signori di Buttigliera, Settimo Vittone (?); consignori di Capriglio D'oro, sparso di torri alternate con gigli, il tutto d'azzurro alias D'azzurro, a un ariete, d'oro (arma antica) Motto: Medium servasse juvabit - Sustentans (sustentant ?) lilia turres (citato in (23)) |
|        | Simiglianti (Pistoia) D'oro, a due scaglioni diminuiti e appuntati: il superiore riverso di verde sostenente il capo aguzzato d'azzurro caricato di una stella a otto punte d'oro, e l'inferiore d'azzurro; il tutto accompagnato da tre crescenti montanti d'argento, 2.1 alias D'oro, a due scaglioni diminuiti e appuntati: il superiore riverso di verde sostenente il capo aguzzato d'azzurro caricato di una stella a otto punte d'oro, e l'inferiore d'azzurro; il tutto accompagnato da tre crescenti montanti d'azzurro, 2.1 (citato in (19))                                                                                          |
|        | Simili (Cesena) (la blasonatura non è stata ancora caricata) (citato in BLCW) Immagine in Blasone Cesenate. |
|        | Siminetti (Empoli, Firenze) Di rosso, alla fascia d'argento caricata di due leoni leoparditi affrontati di nero (citato in (19)) (DE) In Rot 1 silberner Balken, belegt mit 2 einwärtsgekehrten schreitenden schwarzen Löwen (citato in KHIF) |
|        | Siminetti o Siminetti della Sannella (Firenze) Troncato di rosso e d'oro (citato in (19)) alias Troncato di rosso e d'oro, alla zanna di leone d'argento, posta in palo nel primo (citato in (19)) (DE) Rot-gold geteilt, oben 1 silberner Zahn (citato in KHIF) alias Troncato di rosso e d'oro, alla zanna di leone d'argento, attraversante sulla troncatura (citato in (19)) |
|        | Simon (Fiesole) Di rosso, al destrocherio armato al naturale, impugnante una sciabola dello stesso, guarnita d'oro; con il capo cucito d'azzurro caricato delle lettere maiuscole S G d'argento, poste in mezzo a tre stelle a otto punte d'oro, 1.2 (citato in (19)) |
|        | Simonacci (Pontremoli) D'azzurro, al destrocherio vestito d'argento, impugnante con la mano di carnagione un bastone d'oro, cimato da un giglio dello stesso (citato in (19)) |
|        | Simonacci Mastrigiani (Pontremoli) avambraccio destro uscente da destra vestito di argento impugnante con la mano di carnagione un bastone gigliato di oro posto in palo su azzurro (citato in LEOM) |
|        | Simoncelli (Cagli) (la blasonatura non è stata ancora caricata) (citato in DAlena) |
|        | Simone (Trapani, Mazara, palermo) d'azzurro, con un leone d'oro, mirante i raggi d'un sole del medesimo orizzontale a destra (citato in (28)) Notizie storiche in Famiglie nobili di Sicilia. |
|        | Simone di Simone (Firenze) Di..., al monte di sei cime di... (citato in (19)) |
|        | Simonelli (Pisa) Partito: nel 1° d'azzurro, al destrocherio di carnagione, vestito di rosso, impugnante per il gambo una pina cadente d'oro, posta sopra una fiamma di rosso posta in punta; nel 2° troncato, a/ di rosso, all'aquila dal volo abbassato di nero, b/ d'azzurro, a tre stelle a otto punte d'oro, 2.1 (citato in (19)) |
|        | Simonelli (Pisa) avambraccio destro uscente dalla partizione e da destra vestito di rosso afferrante con la mano di carnagione un badile di oro su fiamma di rosso in punta tutto su azzurro - aquila di nero su rosso - 3 stelle (8 raggi) di oro poste 2,1 su azzurro (citato in LEOM) |
|        | Simonello o De Simonellis (Acerenza) D'azzurro, ai due leoni d'oro controrampanti poggianti sul mare e rivolti verso una stella d'oro in alto, al centro dello scudo (citato nel Dizionario Storico - Blasonico del Crollalanza. Pisa 1886-1888. volume II pag.534 e in Gens Catherina de terra Balii di Caterini Carlo. Rende 2009 Edizioni Scientifiche Calabresi) Notizie storiche in Nobili napoletani. |
|        | Simonetta (Calabria, Milano) Titolo: conti di Galliate; signori di Gamalero, Sale; consignori di Oviglio D'azzurro, al leone d'argento, coronato d'oro, tenente con le branche anteriori una croce di calvario, di rosso alias D'azzurro, al leone d'oro, tenente con le branche anteriori una croce di calvario, di rosso alias D'azzurro, al leone coronato d'oro, lampassato di rosso, tenente con le branche anteriori una croce di calvario, di rosso (citato in (23)) |
|        | Simonetti di rosso al raggio di oro di tre punte uscente dall'angolo destro del capo ed alla testa di leone, al naturale, uscente dall'angolo sinistro della punta (citato in (4) – Vol. III pag. 100) |
|        | Simonetti (Pescia) Di..., al cervo passante e retroguardante di..., talvolta posato sul terreno di..., e al capo d'argento caricato di una figura partita di mezzo giglio bottonato di rosso e di mezza crocetta dello stesso (citato in (19)) |
|        | Simonetti (Toscana) (DE) In Rot 1 schwarze Leiste? (citato in KHIF) |
|        | Simonetti o Simonetti di Coppo del Forese (Toscana) (DE) Geteilt: Oben ledig gold, unten 5mal silber-rot gespalten (citato in KHIF) |
|        | Simonetti (Roma) (la blasonatura non è stata ancora caricata) (Immagine nell' Archivio Storico Capitolino (PDF) (archiviato dall'url originale il 4 marzo 2016).) |
|        | Simonetti (Bologna) testa di leone di oro uscente dal cantone destro della punta mirante - ombra di sole uscente dal cantone sinistro del capo su rosso (citato in LEOM) |
|        | Simonetti (Saluzzo) sbarra di rosso su oro - mezza stella (8 raggi) di argento uscente dal canton sinistro del capo su oro - testa di leone al naturale uscente dal canton destro della punta su oro (citato in LEOM) |
|        | Simonetti (Gemona del Friuli, Udine, Firenze) monte a 3 cime di verde uscente dalla punta sostenente - una colomba ferma al naturale sormontata da - 3 stelle (8 raggi) di oro poste 1,2 tutto su azzurro (citato in LEOM) |
|        | Simonetti (Cesena) (la blasonatura non è stata ancora caricata) (citato in BLCW) Immagine in Blasone Cesenate. |
|        | Simoni (Pistoia) D'azzurro, a due branche di leone decussate d'oro, accompagnate in punta da un ferro di cavallo d'argento; il tutto abbassato sotto il capo cucito d'Angiò (citato in (19)) |
|        | Simoni (Pescia, Firenze) D'oro, allo scaglione di rosso sostenente due uccelli posati affrontati d'argento, e accompagnato in capo da un giglio di rosso, e in punta da un monte di sei cime di verde (citato in (19)) (DE) In Gold 1 erniedrigter roter Sparren, beidseitig besetzt mit 2 einwärtsgekehrten schreitenden silbernen Vögeln und begleitet oben von 1 roten Lilie, unten von 1 schwebenden grünen Sechsberg (citato in KHIF) alias D'oro, allo scaglione di rosso sostenente due uccelli posati affrontati d'argento, e accompagnato in capo da un giglio di rosso, e in punta da un monte di sei cime d'azzurro (citato in (19)) |
|        | Simoni (Comacchio, Genova) braccio destro armato uscente da destra al naturale afferrante con la mano di carnagione una scimitarra di argento posta in sbarra su troncato di azzurro e di rosso - 3 stelle (6 raggi) di oro poste 2,1 in alto su azzurro (citato in LEOM) |
|        | Simoni (Pescia) scaglione di rosso su oro cimato da - 2 colombe di argento affrontate miranti - un giglio di rosso in alto su oro - monte a 6 cime di verde in basso su oro (citato in LEOM) |
|        | Simoni (Firenze) banda di vajo innestato (vajo antico) su oro affiancata da - 2 cotisse (banda ridotta di spessore) di nero su oro (citato in LEOM) |
|        | Simoni (Firenze) Di..., alla banda di... seminata di conchiglie di... alias Di..., alla banda di... seminata di conchiglie di...; con il capo di Santo Stefano (citato in (19)) |
|        | Simonini (Udine) d'azzurro, alla civetta sorante al naturale su di un poggio di verde, accompagnata in capo da tre stelle d'oro male ordinate (citato in (2) – pag. 145 e in DAlena) |
|        | Simonis (Val Vigezzo, Torino) Titolo: conti con il predicato di Vallario Di rosso, alla stella (6) d'oro, con il capo d'azzurro, a due gigli d'oro, posti in fascia (citato in (23)) |

### Sin
| Stemma | Casato e blasonatura |
| ------ | --- |
|        | Sinatra (Catania) Titolo: barone di Camemi d'azzurro al leone coronato, accompagnato da tre stelle, una al capo e due a destra il tutto d'oro (citato in (24) e in (28)) leone rampante coronato di oro accompagnato da - 3 stelle (6 raggi) dello stesso poste una in capo al centro e 2 in palo a sinistra tutto su azzurro (citato in LEOM) Notizie storiche in Famiglie nobili di Sicilia. |
|        | Sineo (Roddi) Titolo: signori della Torre di Pallera D'azzurro, a tre monti d'argento, sormontati da tre stelle d'oro, male ordinate (citato in (23)) |
|        | Sinerchia (Napoletano) (la blasonatura non è stata ancora caricata) (citato in (26)) |
|        | Sinfredi (Cherasco) Di nero, a tre bande d'argento alias Di nero, alla banda, accostata da due filetti, il tutto d'argento (citato in (23)) |
|        | Singritico (Sicilia) d'argento, alla torre al naturale (citato in Mango) |
|        | Sini (Firenze) Troncato di... e di..., all'aquila dal volo chiuso attraversante di... (citato in (19)) |
|        | Sini (Tempio) Cigno (citato in DAlena) |
|        | Sini (Pescia) (DE) Unter 1 silbernen Schildhaupt, darin 1 goldbordiertes rotes Johanniterkreuz (Capo di Santo Stefano), in Blau 1 vierlätziger roter Turnierkragen mit je 1 goldenen Lilie zwischen den Lätzen und 1 liegender goldener Halbmond pfahlweise (citato in KHIF) |
|        | Sinibaldi (Siena) Di..., alla stella a sei punte di..., sormontata da due lettere B maiuscole di..., ordinate in capo (citato in (19)) |
|        | Sinibaldi (Prato) D'oro, a cinque piante di verde nodrite sulle sei cime di un monte dello stesso; il tutto accompagnato in capo da tre gigli di rosso, ordinati fra i quattro pendenti di un lambello d'azzurro (citato in (19)) |
|        | Sinibaldi (Lucca) D'ermellino, alla banda d'oro (citato in (19)) banda di oro su armellino (citato in LEOM) |
|        | Sinibaldi (Lucca) banda di oro su squamato di argento e di nero moscato di nero (citato in LEOM) |
|        | Sinibaldi (Firenze) Trinciato cuneato d'oro e di rosso, alla palla d'argento nel primo caricata di una croce di rosso alias Trinciato cuneato d'oro e di rosso, allo scudetto rotondo del Popolo fiorentino (citato in (19)) |
|        | Sinibaldi (Lione, Torino) D'oro, a sei trifogli di verde, 3, 2, 1 (citato in (23)) |
|        | Sinibaldi (Roma) (la blasonatura non è stata ancora caricata) (Immagine nell' Archivio Storico Capitolino (PDF) (archiviato dall'url originale il 4 marzo 2016).) |
|        | Sinibaldi (Pistoia) troncato d'argento e di rosso (Immagine nella Raccolta stemmi Trippini (JPG).) |
|        | Sinibaldi (Gualdo Tadino) bandato di argento e di azzurro - 2 lune montanti di argento poste in fascia su azzurro in capo (citato in LEOM) |
|        | Sinibaldi (Osimo) banda di rosso accompagnata da - 3 gigli di oro 2 in capo posti in fascia e uno in punta su azzurro (citato in LEOM) |
|        | Sinibaldi (Cesena) (la blasonatura non è stata ancora caricata) (citato in BLCW) Immagine in Blasone Cesenate. |
|        | Sinibaldi da Osio (Firenze) Inquartato di... e di..., al drago aggruppato attraversante di... (citato in (19)) |
|        | Sinibuldi Troncato d'argento e di nero alias Di nero, al capo d'argento alias Troncato d'argento e di rosso alias Troncato di rosso e d'argento (citato in (19)) |
|        | Siniscalco (Messina) d'argento, all'albero di verde, nodrito sovra un monte di tre cime dello stesso, movente dalla punta, attraversato, nel tronco, dalla fascia in divisa di rosso e sormontato nel capo da tre stelle dello stesso, poste 1 e 2 (citato in Mango) |
|        | Sinopoli (Catanzaro) D'azzurro troncato da una fascia d'oro: il 1° caricato da tre gigli d'oro in fascia; il 2° da tre pali dello stesso (citato in BLCL) |
|        | Sinozzeri o Sinozzari (Termini Imerese) diviso (troncato): nel primo un mare d'argento agitato, all'ancora d'oro; nel secondo d'azzurro, a tre stelle d'oro, allineate in fascia (citato in Mango e in (28)) Notizie storiche in Famiglie nobili di Sicilia. |
|        | Sintini (Cesena) (la blasonatura non è stata ancora caricata) (citato in BLCW) Immagine in Blasone Cesenate. |

### Sio
| Stemma | Casato e blasonatura |
| ------ | --- |
|        | Sioli Legnani (Milano) (la blasonatura non è stata ancora caricata) (Immagine nella Raccolta stemmi Topoguz.) |
|        | Siotto (Cagliari) Inquartato d'argento e di rosso, cadun punto alla torre dell'uno nell'altro, merlata alla guelfa di 3 pezzi, aperta e finestrata in quadrilungo di 3 pezzi, due sopra ed uno sotto, del campo, alla bordatura in divisa, dentata dell'uno nell'altro (citato in DAlena) Motto: Servabo |
|        | Siotto (Cagliari) torre al naturale cimata da un ramoscello di olivo dello stesso su argento - bordura inchiavata di azzurro - torre al naturale cimata da un ramo di olivo dello stesso su azzurro - bordura inchiavata di argento (citato in LEOM) |
|        | Siotto Pintor (Cagliari) Inquartato d'argento e di rosso, cadun punto alla torre dell'uno nell'altro, merlata alla guelfa di 3 pezzi, aperta e finestrata in quadrilungo di 3 pezzi, due sopra ed uno sotto, del campo, alla bordatura in divisa, dentata dell'uno nell'altro (citato in (9) e in DAlena) torre di rosso su argento - bordura inchiavata di rosso - torre di argento su rosso - bordura inchiavata di argento (citato in LEOM) Motto: Servabo |

### Sip
| Stemma | Casato e blasonatura |
| ------ | --- |
|        | Sipione (Rosolini, Siracusa) Titolo: barone d'azzurro al leone coronato d'oro, rivolto tenente con le branche anteriori un giglio d'argento, attraversato da una sbarra dello stesso (citato in (24), in Mango e in (28)) sbarra di argento su - leone rampante rivolto coronato di oro tenente con le zampe anteriori un giglio di argento tutto su azzurro (citato in LEOM) Notizie storiche in Famiglie nobili di Sicilia. |

### Sir
| Stemma | Casato e blasonatura |
| ------ | --- |
|        | Siracusa o Siragusa o Saragosa (Messina, Palermo) Titolo: barone di Vizzini, Muscia, Castelluzzo, Floridia d'azzurro, al castello di tre torri d'argento, aperto e finestrato del campo (citato in Mango) d'azzurro, con un castello d'argento, torricellato di tre pezzi (citato in (28)) Corona di barone Notizie storiche in Famiglie nobili di Sicilia. |
|        | Sirani (Venezia) palo di rosso su verde - leone passante di oro su azzurro in capo (citato in LEOM) |
|        | Sircana (Roma) partito, nel 1° di rosso al leone d'argento tenente un giglio di giardino al naturale; nel 2° d'azzurro alla torre d'oro di 5 palchi (citato in DAlena) |
|        | Sircana (Sassari) leone rampante di argento tenente tra le zampe anteriori un giglio di giardino al naturale su rosso - torre a 5 palchi di oro su azzurro (citato in LEOM) |
|        | Sires o Sira (Messina) di rosso, a due leoni fasciati d'oro, d'azzurro e di nero, contra-rampanti e affrontati all'albero di palma, sradicato di verde (citato in Mango) |
|        | Sirico (Pisa) Troncato: nel 1° di rosso, al leone d'argento nascente dalla partizione; nel 2° d'oro, a tre fasce ondate di nero (citato in (19)) |
|        | Sirigatti (Firenze) Partito d'azzurro e d'oro, a due leoni affrontati dell'uno nell'altro, e allo scaglione attraversante di rosso; il tutto abbassato sotto il capo d'Angiò alias Partito d'azzurro e d'oro, a due leopardi illeoniti affrontati dell'uno nell'altro, e allo scaglione attraversante di rosso; il tutto abbassato sotto il capo d'Angiò alias Partito d'azzurro e d'oro, a due leoni affrontati dell'uno nell'altro, e allo scaglione attraversante di rosso; il tutto abbassato sotto il capo d'Angiò; con il capo di Santo Stefano alias Partito d'azzurro e d'oro, a due leopardi illeoniti affrontati dell'uno nell'altro, e allo scaglione attraversante di rosso; il tutto abbassato sotto il capo d'Angiò; con il capo di Santo Stefano alias Partito d'azzurro e d'oro, a due leoni affrontati dell'uno nell'altro, e allo scaglione attraversante di rosso, e al lambello a tre pendenti di rosso, pure attraversante e accompagnato da tre gigli dell'uno nell'altro, posti fra o sotto i pendenti alias Partito d'azzurro e d'oro, a due leoni affrontati dell'uno nell'altro, e allo scaglione attraversante di rosso, e al lambello a quattro pendenti di rosso, pure attraversante e accompagnato da tre gigli dell'uno nell'altro, posti fra o sotto i pendenti (citato in (19)) |
|        | Sirignano (Napoletano) (troncato: il 1º d'azzurro, al compasso aperto in scaglione d'oro, accompagnato da tre bisanti forati dello stesso, 2 e 1; il 2º d'oro, all banda d'azzurro caricata di tre gigli del campo disposti nel verso della pezza, accompagnata da un lambello di tre pendenti di rosso posto nel capo) (citato in (26)) |
|        | Sirio (Torino?) D'oro, alla stella (8) raggiante, d'oro, posta nel capo, e alla fiamma di tre lingue, d'oro e di rosso, posta in punta Motto: Ardet et ornet (citato in (23)) |
|        | Siroli o Barnori (Cesena) (la blasonatura non è stata ancora caricata) (citato in BLCW) Immagine in Blasone Cesenate. |
|        | Sirotti (Cesena) (la blasonatura non è stata ancora caricata) (citato in BLCW) Immagine in Blasone Cesenate. |
|        | Sirtori (la blasonatura non è stata ancora caricata) (citato in DAlena) |
|        | Sirugo (Sicilia) di ….. al mare di ….. nella punta e il capo di cielo con tre stelle di ….. male ordinate (citato in Mango) |

### Sis
| Stemma | Casato e blasonatura |
| ------ | --- |
|        | Siscar o Siscara (Messina) inquartato: nel 1° e 4° d'oro, alla canna di cinque frondi di verde; nel 2° e 3° troncato d'oro e di rosso (citato in Mango e in (26)) |
|        | Siscara (Napoletano) (la blasonatura non è stata ancora caricata) (d'oro, alla canna di cinque frondi di verde) (citato in (26)) |
|        | Sisilli di Santa Lucia (Sicilia) Partito: nel 1° d'azzurro, con due leoni contra—rampanti e affrontati d'oro, tenenti un vaso del medesimo, piantato da un arboscello di verde, che è di Sisilli; nel 2° d'azzurro, col capriolo d'oro, accompagnato da tre stelle dello stesso, che è di Galluppi (citato in (28)) Elmo di gentiluomo coi lambrequini d'azzurro, d'oro e di verde Cimiero: tre pennacchi coi colori dell'arme Notizie storiche in Famiglie nobili di Sicilia. |
|        | Sisti (Sarteano) (la blasonatura non è stata ancora caricata) (citato in BNDD) Immagine ne L'araldica sarteanese nei secoli. |
|        | Sisto (Viterbo, Bitonto) Titolo: nobili di Viterbo d'azzurro all'aquila dal volo spiegato, fissante un sole nel cantone destro (citato in (24)) aquila di oro mirante - un sole raggiante dello stesso posto nel canton sinistro del capo tutto su azzurro (citato in LEOM) Motto: Sola soli sistit |

### Sit
| Stemma | Casato e blasonatura |
| ------ | --- |
|        | Sitaiolo o Setaiolo o Sitajolo (Licata, Palermo) di rosso, alla banda d'argento, ed una sbarra d'oro soprastante sul tutto, accompagnata da una stella d'oro nel capo e da altra d'argento sulla punta (citato in Mango e in (28)) Lo scudo cimato da elmo di nobile Notizie storiche in Famiglie nobili di Sicilia. |

### Siv
| Stemma | Casato e blasonatura |
| ------ | --- |
|        | Sivieri (San Miniato) Interzato in fascia: nel 1° d'azzurro, al leone d'oro, lampassato di rosso, e alla fascia attraversante d'argento; nel 2° sbarrato di otto pezzi di rosso e d'argento, al monte di tre cime attraversante di verde; nel 3° di cielo, alla testa di leone al naturale, lampassata di rosso, mirante un sole orizzontale a destra d'oro (citato in (19)) |
|        | Sivieri (Livorno) fascia di argento su - leone rampante di oro su azzurro - monte a 3 cime ristrette di verde su sbarrato di rosso e di argento (8 pezzi) - testa di leone di rosso fissante - un sole di oro uscente dal canton sinistro in alto tutto su argento (citato in LEOM)                                                                                          |
|        | Sivori (Genova) d'azzurro, al flauto d'oro, posto in palo (citato in (5) – pag. 131 e in DAlena) |

### Siz
| Stemma | Casato e blasonatura |
| ------ | --- |
|        | Sizi (Firenze) Losangato di rosso e d'oro (citato in (19)) |
|        | Sizi (Toscana) (DE) In Gold 5 rote Rautenbalken (citato in KHIF) |
|        | Sizzi (Firenze) D'argento, alla banda alata di rosso alias D'argento, al volo abbassato di rosso posto in sbarra e alla banda attraversante dello stesso (citato in (19)) |
|        | Sizzo de' Noris (Trento, Ravina) ancora di nero a 2 marre su scudetto di argento su - aquila di nero su oro - barca con albero e bandiera bifida svolazzante a destra recante 2 bambini nudi che si danno la mano tutto di argento su mare fluttuoso di azzurro su azzurro (citato in LEOM) (la blasonatura non è stata ancora caricata) (Immagine nella Raccolta stemmi Trippini (JPG).) |

### Sl
| Stemma | Casato e blasonatura |
| ------ | --- |
|        | Slatarich (Ragusa/Dubrovnik) d'azzurro, alla sbarra d'oro, caricata di una rosa di quattro foglie di rosso, bottonata d'oro, e di due gigli d'argento, posti in sbarra, con la sbarra accompagnata da due rose di rosso, bottonate d'oro, una posta nel punto del capo e l'altra in punta (citato in (6)) (FR) D'azur, à la barre d'or, ch. d'une rose de quatre feuilles de gueules, boutonnée d'or, et de deux fleurs-de-lis d'argent, posées chacune en barre, ladite barre acc. de deux roses de gueules, boutonnées d'or, l'une posée au point du chef et l'autre en pointe. Casque couronné. (citato in (7)) |
|        | Sloane (Volterra) Di rosso, alla spada d'argento guarnita d'oro, posta bassa in palo e accostata da due grugni di cinghiale di nero; con il capo di ermellino caricato di un leopardo di rosso, posto in mezzo a due losanghe dello stesso bordate d'oro (citato in (19)) |

### Sm
| Stemma | Casato e blasonatura |
| ------ | --- |
|        | Smaghi (Città della Pieve, Montepulciano) D'argento, al rogo al naturale, infiammato di rosso (citato in (19)) gruppo di legni incrociati al naturale infiammati di rosso (fuoco) su argento (citato in LEOM) alias Inquartato: nel 1° e 4° d'azzurro, allo scaglione d'oro accompagnato in capo da due rose d'argento e in punta da un monte di sei cime dello stesso; nel 2° e 3° d'argento, al rogo al naturale, infiammato di rosso (citato in (19)) |
|        | Smajevich d'oro tre gigli ordinati in fascia, accostati da due filetti, il tutto di argento e cucito, con la sbarra di rosso carica di una lancia di torneo d'argento, con il capo d'oro, carico di un'aquila di nero (citato in (4) – Vol. II pag. 214) |
|        | Smancini (Cremona) Titolo: baroni spaccato d'argento e d'azzurro, al grifo rampante dell'uno nell'altro, stringendo nell'artiglio sinistro tre spighe al naturale (citato in BLCR) Immagine in Blasonario Cremonese (archiviato dall'url originale il 6 marzo 2017). |
|        | Smeraldi (Siena) Troncato: nel 1° d'oro, alla fascia d'azzurro caricata di un sole del campo e accompagnata da sei stelle a otto punte d'azzurro, 3.3; nel 2° d'oro, cancellato di cinque pezzi d'azzurro (citato in (19)) |
|        | Smorto o Ismorto (Messina) di nero, a cinque verghette d'oro, attraversate dalla sbarra, costeggiata da dodici bisanti, il tutto dello stesso (citato in Mango e in (28)) alias di nero, con cinque verghette d'oro ed un bastone del medesimo posto in banda attraversante sul tutto (citato in (28)) Notizie storiche in Famiglie nobili di Sicilia. Ulteriori notizie storiche in Famiglie nobili di Sicilia.                                         |